# پایگاه دوم هوانیروز مسجدسلیمان

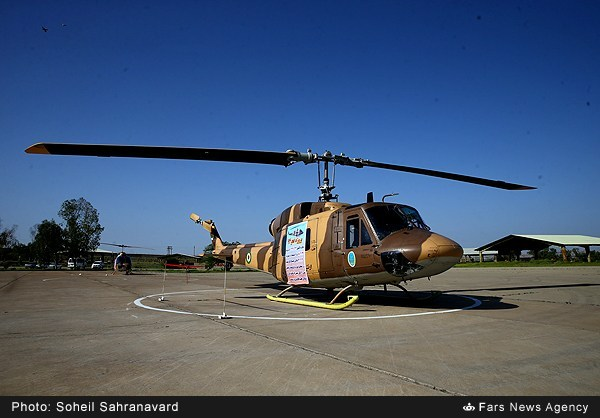
هلی‌کوپتر بل ۲۱۴ در پایگاه دوم هوانیروز مسجدسلیمان در سال ۱۳۸۳

پایگاه دوم هوانیروز مسجدسلیمان پایگاه هوایی رزمی هوانیروز ارتش جمهوری اسلامی ایران است، که ستاد فرماندهی و پایگاه آن در شهر مسجدسلیمان، استان خوزستان قرار دارد. پایگاه دوم هوانیروز در اوایل دهه ۱۳۵۰ تأسیس شد و در خلال جنگ ایران و عراق، به‌علت نزدیکی به جبهه‌های نبرد، حائز اهمیت بود. هم‌اکنون سرهنگ خلبان محمد عالی‌تختی فرماندهی پایگاه دوم هوانیروز مسجدسلیمان را برعهده دارد.